# Fritz Volbach
Fritz Volbach (ur. 17 grudnia 1861 w Wipperfürth, zm. 30 listopada 1940 w Wiesbaden) – niemiecki kompozytor, dyrygent i muzykolog.

## Życiorys
Ukończył studia prawnicze w Heidelbergu i Bonn. Uczył się też w konserwatorium w Kolonii u Hillera, Jensena i Seissa. W latach 1885–1887 studiował kompozycję u Grella i Tauberta w Königliches Akademisches Institut für Kirchenmusik w Berlinie. W 1899 roku uzyskał tytuł doktora na uniwersytecie w Bonn na podstawie rozprawy Die Praxis der Händel-Aufführung. 
Od 1892 roku działał jako dyrygent Liedertafel i Damengesangverein w Moguncji. W latach 1907–1918 był dyrektorem muzycznym uniwersytetu w Tybindze. Od 1919 roku wykładał na uniwersytecie w Moguncji, był też dyrygentem orkiestry miejskiej. W 1930 roku przeszedł na emeryturę i osiadł w Wiesbaden.

## Twórczość
Skomponował m.in. operę Die Kunst zu lieben (1910), poematy symfoniczne Ostern (1895), Es waren zwei Königskinder (1901) i Alt-Heidelberg, du feine (1904), symfonię (1909), kwintet fortepianowy (1912), liczne utwory kameralne i fortepianowe, pieśni. W swojej twórczości nawiązywał do stylu Wagnera i Brucknera. Jako dyrygent propagował twórczość Georga Friedricha Händla, był współorganizatorem festiwali jego muzyki w Moguncji w 1895, 1897 i 1906 roku.
Był autorem prac na temat muzyki klasycyzmu i romantyzmu, Beethovena i Händla, podręcznika muzykologii oraz artykułów z dziedziny pedagogiki muzycznej i polityki kulturalnej.

## Prace
(na podstawie materiałów źródłowych)
- Lehrbuch der Begleitung, des gregorianischen Gesang (Berlin 1888)
- G.F. Händel (Berlin 1898, 2. wydanie 1907)
- Beethoven: Die Zeit des Klassizismus (Monachium 1905, 2. wydanie 1929)
- Die deutsche Musik im 19. Jahrhundert (Kempten 1909)
- Das moderne Orchester in seiner Entwicklung (Lipsk 1910, 2. wydanie 1919)
- Die Instrumente des Orchesters (Lipsk 1913, 2. wydanie 1921)
- Erläuterwungen zu den Klavier-Sonaten Beethovens (Kolonia 1919, 3. wydanie 1924)
- Handbuch der Musikwissenschaften (2 tomy, Wiesbaden 1926 i 1930)
- Die Kunst der Sprache (Moguncja 1929)
- Der Chormeister (Moguncja 1931)
- autobiografia Erlebtes und Erstrebtes (Moguncja 1956)